# Хойхлинген
Хойхлинген (нем. Heuchlingen) — община в Германии, в земле Баден-Вюртемберг. 
Подчиняется административному округу Штутгарт. Входит в состав района Восточный Альб.  Население составляет 1840 человек (на 31 декабря 2010 года). Занимает площадь 9,04 км².